# Talaveruela de la Vera
Talaveruela de la Vera è un comune spagnolo di 446 abitanti situato nella comunità autonoma dell'Estremadura.